# St. Agatha (Dickenreishausen)

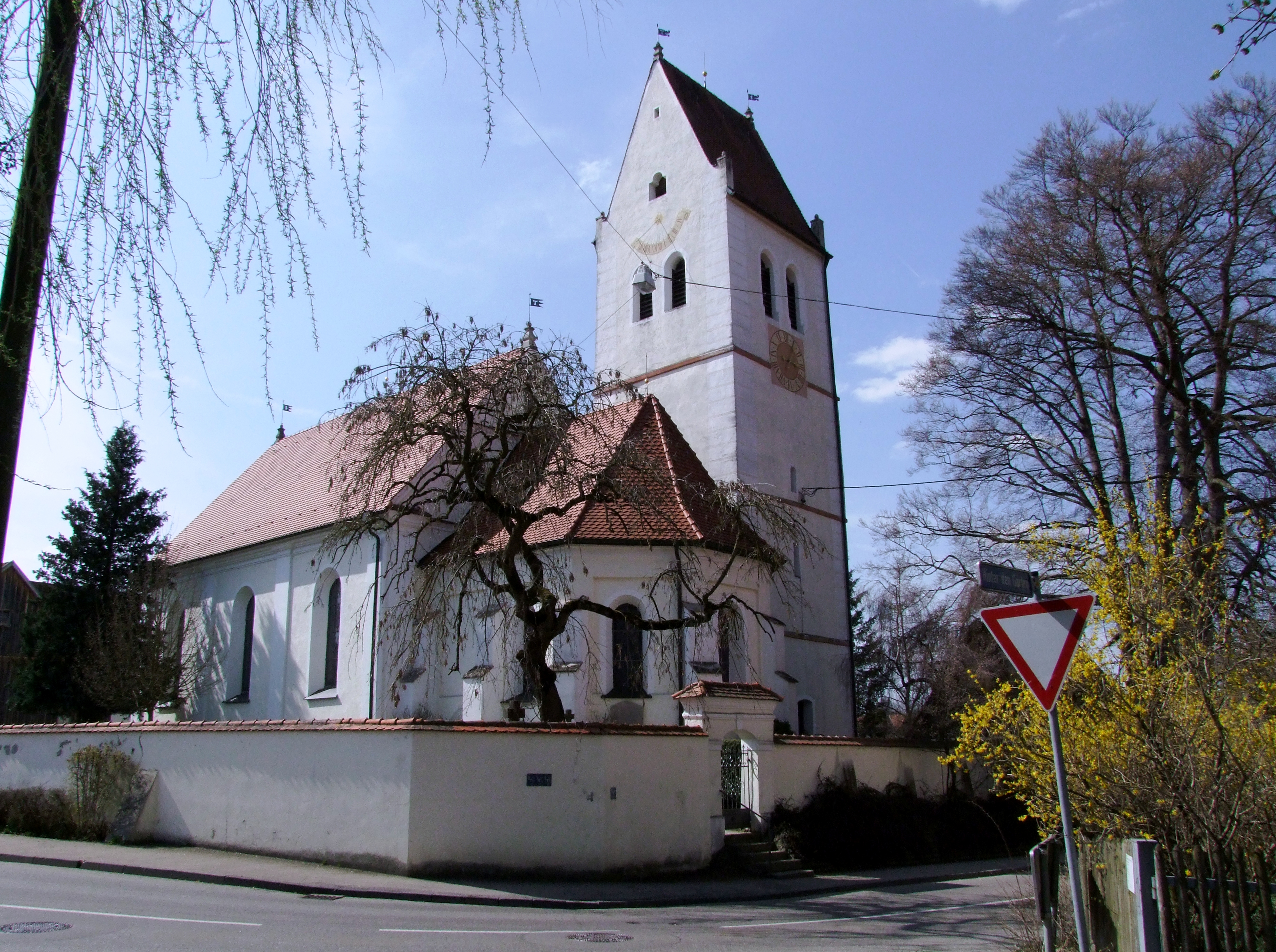
St. Agatha in Dickenreishausen von Westen

St. Agatha ist eine evangelisch-lutherische Pfarrkirche im oberschwäbischen Dickenreishausen, einem Gemeindeteil von Memmingen. Die unter Denkmalschutz stehende Saalkirche steht auf einer Anhöhe des Buxachtales am Ostausgang des Dorfes. Sie war bis zur Reformation der Heiligen Agatha von Catania und der Heiligen Ottilia geweiht.

## Baugeschichte

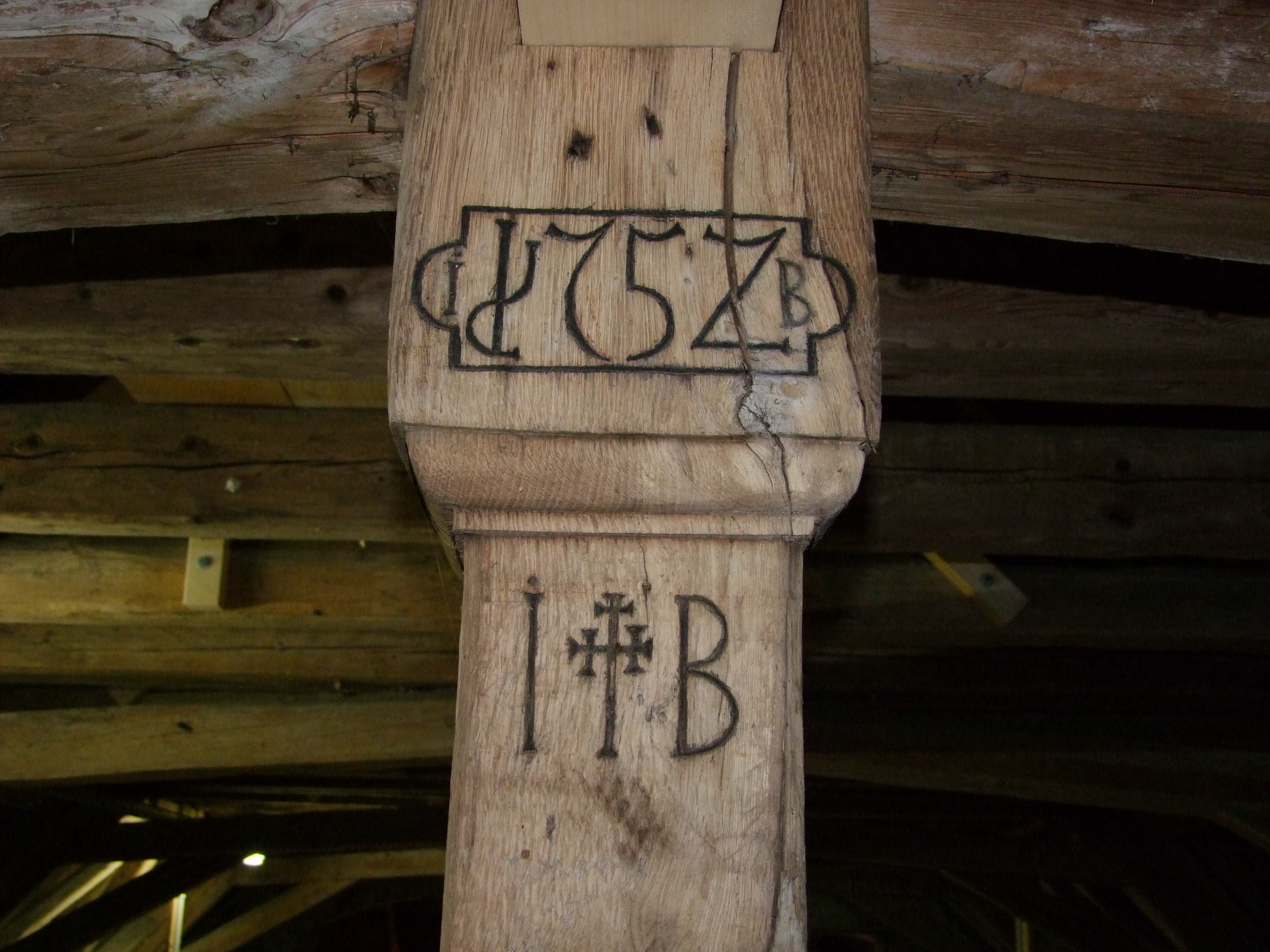
Dachbalken mit eingravierter Jahreszahl (1752)

Die Geschichte der Kirche ist nicht näher erforscht. Sie wurde erstmals 1468 in einem Ablassbrief genannt, sodass der Kirchenbau wohl aus dieser Zeit stammt. Forscher vermuten, der Ablassbrief könnte zur Finanzierung des Kirchenneubaus gewährt worden sein. Seit 1737 existierten Pläne zum Neubau eines größeren Langhauses. Diese scheiterten jedoch an der Finanzierung, da sich die Inhaber der Pfarrei, die Unterhospitalstiftung und die Pfarrhofpflege nicht über die Kostenanteile einigen konnten. Erst nach langwierigen Verhandlungen und dem Kompromiss, die Kosten des Langhausneubaus je zur Hälfte zu übernehmen, konnte am 24. Februar 1751 ein Vertrag mit dem Stadtwerkmeister Heinrich Steiner geschlossen werden. Alle zu verwendenden Materialien für den Neubau, der gut und dauerhaft ausgeführt werden sollte, wurden vertraglich festgelegt. Als Kostenrahmen standen 2100 Gulden zur Verfügung. Während des Neubaus sollten die Gläubigen den Gottesdienst in der Dreieinigkeitskirche des Nachbardorfes Buxach besuchen. Wegen des langen und beschwerlichen Weges nach Buxach durch das Buxachtal über Hart baten die Gläubigen den städtischen Magistrat mit einem Bittbrief, den Gottesdienst in der nicht benötigten Kinderlehrkirche abzuhalten. Die in Dickenreishausen ausgebaute Kanzel wurde zu diesem Zweck in die Kinderlehrkirche eingebaut und verblieb dort.
Am 1. April 1752 wurde mit den Abbrucharbeiten am alten Langhaus begonnen. Das Richtfest für das neue Langhaus wurde am 14. Juni 1752, die Kirchenweihe am 29. Oktober 1752 gefeiert. Der spätgotische Chor blieb bestehen und wurde barockisiert. Die Spitzbogenfenster wurden durch Rundbogenfenster ersetzt, das ehemalige Spitzbogengewölbe als einfaches Flachtonnengewölbe gestaltet. Der Turm, der ebenfalls aus der Zeit um 1468 stammen dürfte, wurde beim Neubau nicht verändert.
Die letzte Restaurierung war 1952. Heute befindet sich die Kirche in einem baulich bedenklichen Zustand.

## Baubeschreibung

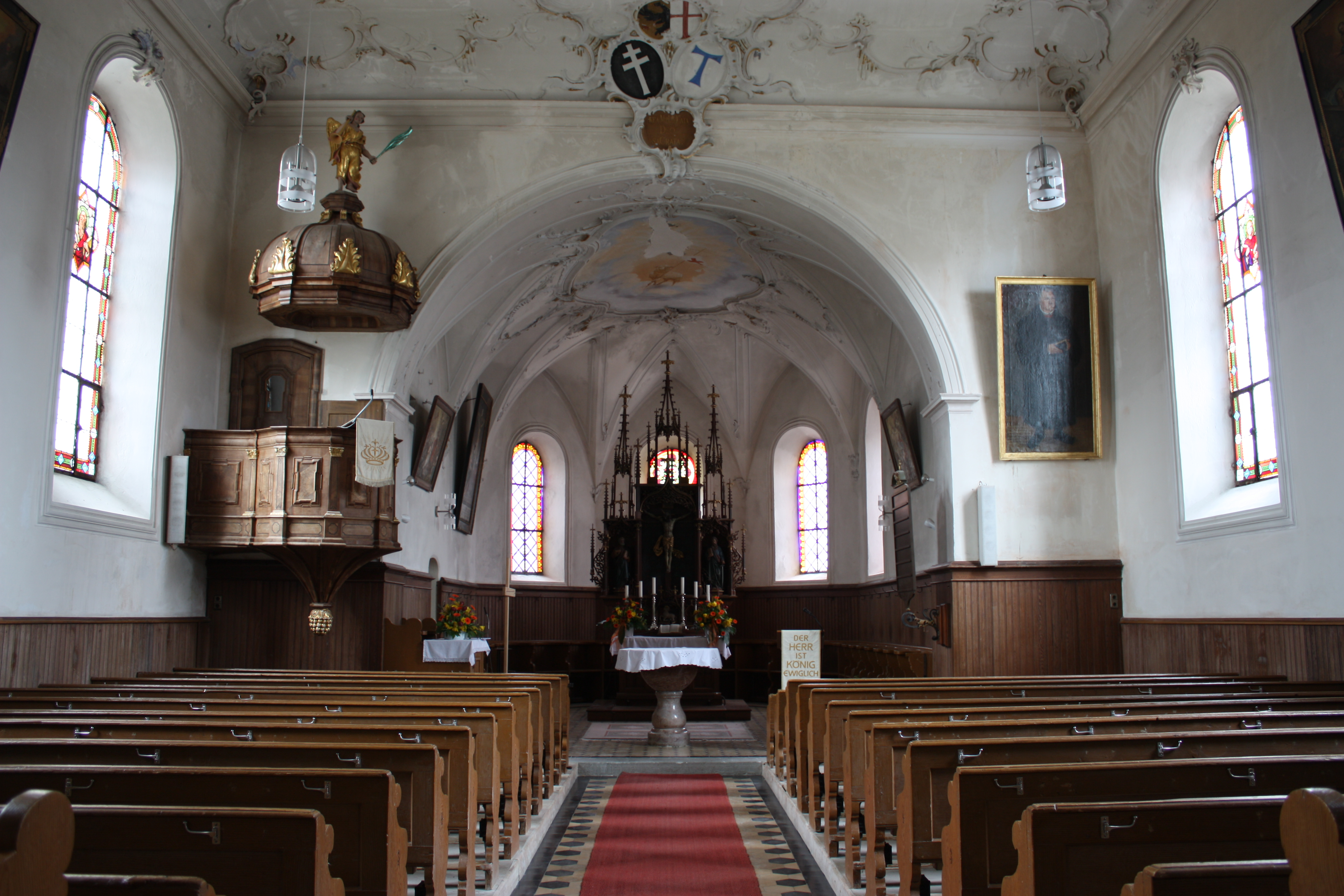
Blick auf den Hochaltar

Der Chor ist eingezogen und besitzt eine Fensterachse und einen 5/8-Schluss. Die Decke besteht aus einem flachen Tonnengewölbe mit Stichkappen. Die schlichten Strebepfeiler an der Außenwand haben einen Wasserschlag. Das saalartige Langhaus besitzt drei Fensterachsen und eine Flachdecke über einer Hohlkehle. Die Außenseite ist mit schlichten Pilastern gegliedert, der Giebel durch Gesimse geteilt. Im Westen des Dachstuhls ist die Bezeichnung „1752 JB“ eingeschnitzt. Die Kirche hat ausschließlich Rundbogenfenster. Der westliche Haupteingang ist stichbogig. Die Türflügel aus Eichenholz sind schlicht gefeldert. Die 1752 angefertigten Beschläge der Türe sind mit Muscheln und Blattwerk verziert. Die Westempore ist tief eingebaut. Der Turm im nördlichen Chorwinkel besitzt ein Satteldach und ist durch schmale Mauerbänder in vier Geschosse geteilt. Die Glocken hängen im obersten Stock unter dem Dach. Im dritten Geschoss der Nordseite befindet sich eine stichbogige Öffnung. Im obersten Geschoss gibt es je zwei Klangfenster als stichbogige Öffnungen auf allen vier Seiten des Turms mit quadratischem Grundriss. Das untere Geschoss des Turmes besitzt ein Kreuzgratgewölbe. An der Westfassade ist ein Vorzeichen mit einem Satteldach und zwei rundbögigen, von Pilastern flankierten Eingängen angebaut. Im Inneren der Kirche befindet sich auf der Nordseite zwischen dem Turm und dem Langhaus eine steinerne Wendeltreppe.

## Ausstattung

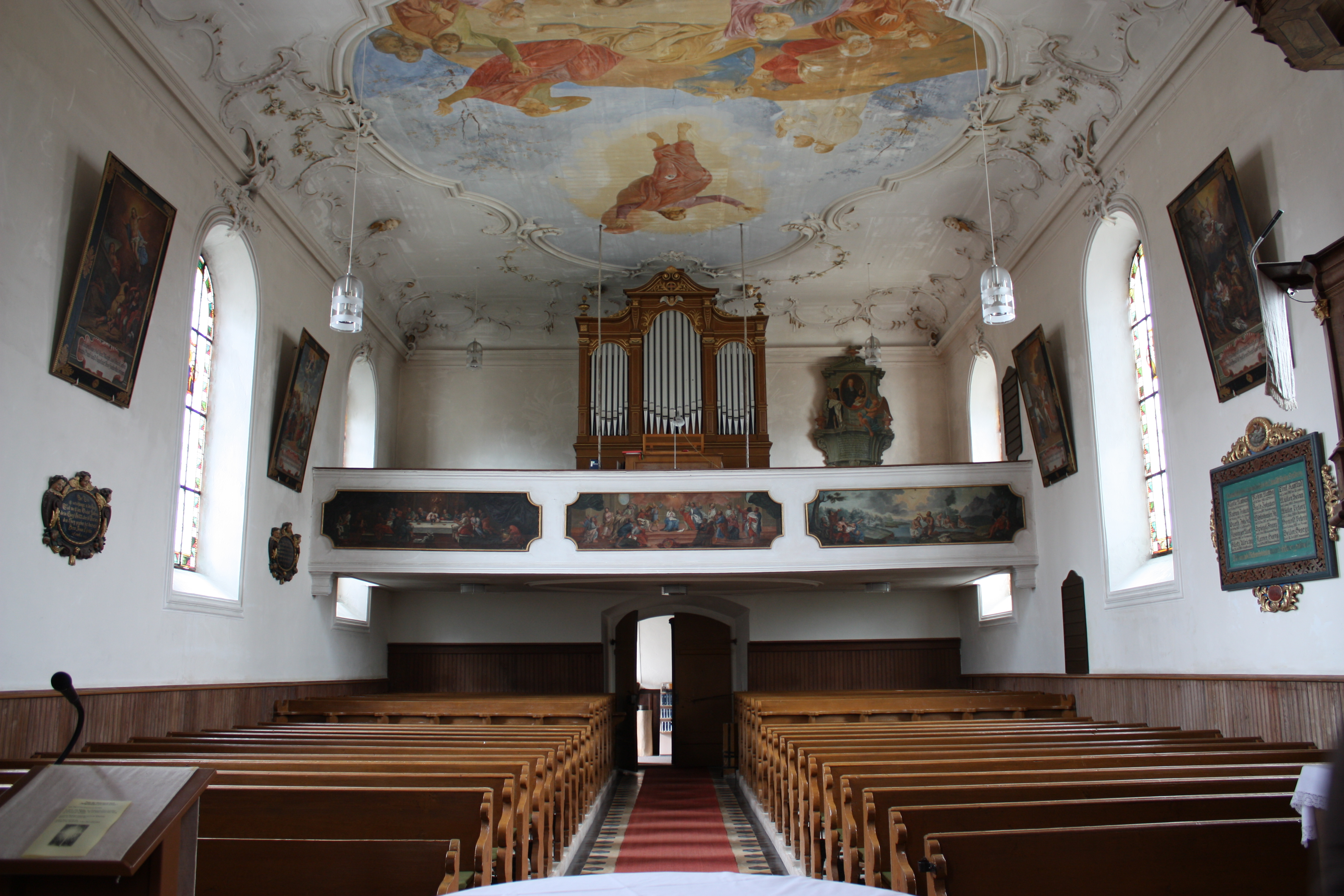
Blick in das hintere Kirchenschiff

Die Ausstattung der Kirche ist schlicht gehalten. Der neugotische Altar von 1898 stammt vom Memminger Kunstschreiner und Altarbauer Leonhard Vogt. Die Deckengemälde im Chor und im Schiff wurden bei der Renovierung der Kirche 1895 von Christian Bär im Nazarener Stil geschaffen. Der Stuck an der Decke des Langhauses und des Chors bildet große, geschwungene Gemäldespiegel. Die Decke enthält außerdem Muschelwerk und Puttenköpfe. Über dem Chorbogen befinden sich drei Wappenkartuschen, die die Wappen der Stadt Memmingen, des Unterhospitals und des Pfarrhofs mit Pfründpflege zeigen. Sie sind mit dem Chronogramm 1752 gekennzeichnet.